# Neotanais magnificus
Neotanais magnificus är en kräftdjursart som beskrevs av Kudinova-pasternak 1972. Neotanais magnificus ingår i släktet Neotanais och familjen Neotanaidae. Inga underarter finns listade i Catalogue of Life.